# Izumiranje
Izumiranje je pojava koja postoji otkako postoji i život na Zemlji, izumrle su mnoge životinjske vrste. Ponekad se to događa zbog prirodnih promjena klime, grabežljivaca i biljnog pokrova, no u zadnje vrijeme je glavni krivac čovjek. Izumiranje u najužem smislu znači potpuno nestajanje nečega, ono može biti postupno ili naglo, masovno izumiranje.
Od pretpostavljenog broja vrsta života na Zemlji (4 milijarde), danas ih postoji manje od 50 milijuna.

## Ugrožene vrste
Posebno ugrožene vrste danas su velike mačke osim lavova (lov zbog krzna), razni jeleni i ptice (meso), i životinje u šumama koje gube staništa (sječa). Ako se ovako nastavi, za desetak godina bi mogle nestati stotine vrsta. Posebna opasnost prijeti divljim tigrovi, koji bi mogli izumrijeti u idućih nekoliko godina.

## Borba protiv izumiranja
Organizacija IUCN se bavi ovim problemom. Radi podizanja svijesti o ovome problemu i sprječavanja daljnjeg izumiranja biljnih i životinjskih vrsta, sastavila je crveni popis biljnih i životinjskih vrsta prema ugroženosti.